# Geelstuittiran
De geelstuittiran (Myiobius barbatus) is een zangvogel uit de familie Onychorhynchidae.

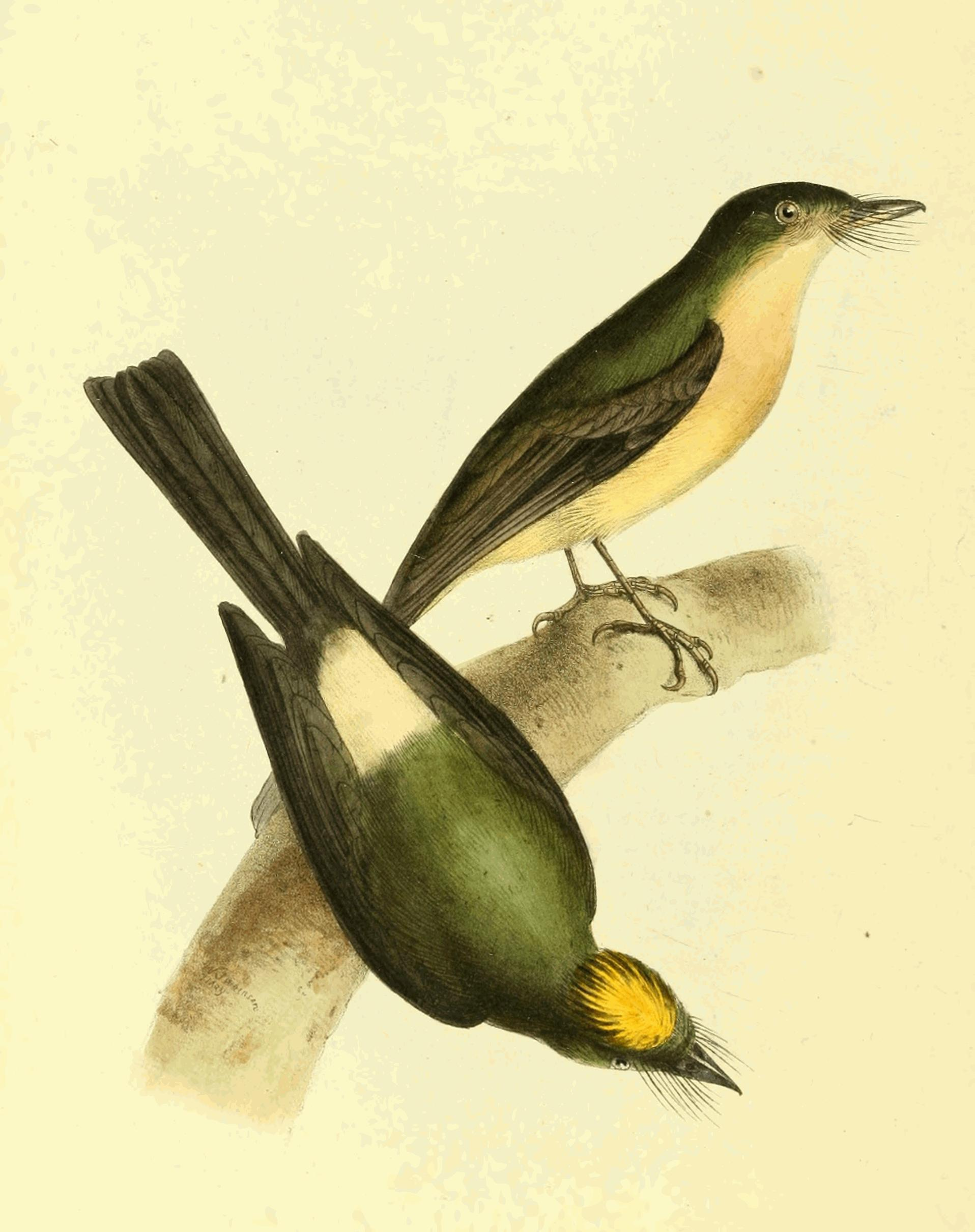

## Verspreiding en leefgebied
Deze soort komt voor in het Amazonegebied en in het zuidoosten van Brazilië. Er zijn vijf ondersoorten:
- M. b. semiflavus: oostelijk-centraal Colombia.
- M. b. barbatus: van zuidoostelijk Colombia tot noordelijk Peru, zuidelijk Venezuela, de Guyana's en noordelijk Brazilië.
- M. b. amazonicus: oostelijk Peru en westelijk Brazilië.
- M. b. insignis: noordoostelijk Brazilië bezuiden de Amazonerivier.
- M. b. mastacalis: zuidoostelijk Brazilië.

## Status
De grootte van de populatie is niet gekwantificeerd maar de soort wordt omschreven als schaars. Op de Rode lijst van de IUCN heeft deze soort de status niet bedreigd.